# Clossiana omproba
Clossiana omproba är en fjärilsart som beskrevs av Butler 1877. Clossiana omproba ingår i släktet Clossiana och familjen praktfjärilar. Inga underarter finns listade i Catalogue of Life.